# Карл Лудвиг фон Брук
Карл Лудвиг фон Брук (Елберфелд, 8. октобар 1798 — Беч, 23. април 1860) био је аустријски економиста, дипломата и државник.

## Биографија
Године 1821. Брук је отишао у Трст да би учествовао у рату за грчку независност и тамо је основао паробродску компанију Лојд Трст (касније преименована у Аустријски Лојд).
Године 1848. фон Брук је постао члан Парламента Франкфурта. После Бечке револуције у октобру 1848. постао је министар трговине и јавних радова. У овој канцеларији увео је низ реформи у индустријску политику владе, успоставио важне телеграфске линије, спровео изградњу аутопутева и железничких пруга и основао Аустро-немачки поштански савез. Цар му је 1849. дао чин барона.
Брук је тада био кратко време изасланик у Османском царству. Цар га је 1855. именовао за министра финансија. У овој функцији одиграо је кључну улогу у стварању Бечке ковнице новца 24. јануара 1857. Основао је банку Аустријски Кредитаншталт. Од 1859. углавном се бавио спречавањем економске кризе и високог државног дефицита који је настао након губитка Ломбардије.
Као министар финансија, фон Брук је кривљен је да није спровео реформе које је обећао, већ да је злоупотребио положај за лично богаћење. Цар Франц Јозеф га је разрешио дужности. Следећег дана фон Брук је извршио самоубиство. Само месец дана након смрти, званично је проглашен невиним за неуспех реформи и оптужби за корупцију.
Наследили су га синови Карл Лудвиг (1830–1902), дипломата, Ото (1832–1897), капетан фрегате Аустријског Лојда и Фридрих, супруг глумице Мари Бослер.